# Tracks Per Inch
Tracks Per Inch (engl. für Spuren pro Zoll), kurz tpi, ist eine Einheit für die Spurdichte, die z. B. in der Informationstechnologie verwendet wird. Diese gibt die Anzahl der (Daten-)Spuren pro Zoll auf einem Datenträger an, z. B. bei Disketten 96 tpi aber auch bei Tonträgern (siehe z. B. Wachswalze (Wachszylinder)).
Eine Double Sided High Density-3,5″-Diskette hat 135 tpi.